# 青春前期 青い果実
『青春前期 青い果実』(せいしゅんぜんき あおいかじつ）は、1965年日活によって製作公開された日本映画。梶芽衣子（当時・太田雅子）の映画初主演作。若杉慧原作。
日活の作品データベースによれば「セックスによる激しいショックを受けた二人の男女高校生の心の交流をクールなタッチで描いた異色純愛」を描写した作品である。

## キャスト
- 椎ノ木武志：太田博之
- 河合奈津子：太田雅子
- 青戸閨子：吉村実子
- 国信高子：初井言榮
- 河合良平：高野誠二郎
- 河合富枝：山岡久乃
- 河合明夫：矢内茂
- 河合ユミ子：稲葉光子
- 中瀬安芸男：内藤武敏
- 阿部善之：久松洪介
- 鈴木校長：河上信夫
- 小畠教頭：天坊準
- 医師霜村：佐野浅夫
- 椎ノ木千枝子：谷川玲子
- 武田：植頭実
- 佐野：前野霜一郎
- 谷村：河野一清
- 内田厚子：岡田可愛
- 千田洋子：浜川智子
- 西原：西村由美子
- 千田郁子：高野由美
- 高木俊：高木たかし
- 東みえ子：坂芳子
- 新田五郎：進一彦